# Сулейман Суфи
Сулейман Суфи — правитель из династии кунгратов-Суфи, правившей северо-восточной части Хорезма (1380-1388).
Сулейман Суфи был последним представителем династи правителей Хорезма, основанной Хусейном Суфи. После захвата Тамерланом Ургенча в 1379 году, Сулейман сохранил власть в северо-восточной части Хорезма. 

## Союз с Тохтамышем
В 1379/80 году Сулейман заключил союз с Тохтамышем, признав его верховную власть. (с 1379 по 1387 в Хорезме чеканилась монета от имени Тохтамыша). 

## Нападение на владения Тимура
В 1387 году принял участие в походе Тохтамыша и Камар ад-Дина на Мавераннахр. Натанзи пишет, что хорезмских войнов возглавляли Акча-оглан и сын хутталянского Кайхосрова, казненного в 1372 году Тамерланом. В то время, когда Амир Темур был занят походом на запад, все враждебные ему силы – Золотая Орда, Моголистан и Хорезм объединились, совершив поход в Мавераннахр. Во время этого похода были сожжены город Карши и дворец Занджирсарай, подверглись осаде Самарканд и Бухара.

## Ответный поход Тимура и гибель Сулеймана суфи
Темур, хорошо понимая, что военная коалиция представляла реальную угрозу его государству, немедленно вернулся в Мавераннахр и предпринял решительные действия. В 1388 г. он совершил последний поход в Хорезм, во время которого была взята столица Хорезма – Ургенч (Гургандж), а династия Суфи прекратила свое существование. Сулейман Суфи бежал на север, к Тохтамышу, у которого служил темником, а Хорезм окончательно вошёл в государство Тимура.